# Quần thể đền thờ đảo Philae
Quần thể đền thờ đảo Philae (phát âm là "phi lây"; tiếng Hy Lạp là philai, phili hay pilakh; tiếng Ai Cập: tiếng Ả Rập: فيلة, đã Latinh hoá: fīlah) là một quần thể đền thờ nằm trên một hòn đảo giữa hồ trữ nước của đập Aswan cũ, hạ lưu đập Aswan mới và hồ Nasser, miền nam Ai Cập.
Ban đầu đảo Philae nằm gần ghềnh thứ nhất của sông Nin, Thượng Ai Cập và là một khu di tích quần thể đền thờ Ai Cập cổ đại. Từ sau giai đoạn đầu xây dựng đập Aswan cũ vào năm 1902, mặt ghềnh cũng như vùng lân cận đảo Philae thường xuyên bị ngập lụt. Sau đó, trong chiến dịch Nubia của UNESCO, một dự án bảo tồn các di tích đền thờ tại Ai Cập, quần thể đền thờ trên đảo đã được di dời qua đảo Agilkia trước khi khánh thành đập Aswan mới vào năm 1970. Những bức chạm khắc chứ tượng hình Ai Cập cổ đại trong đền đang được nghiên cứu và công bố bởi dự án nghiên cứu văn bản cổ trong đền Philae thuộc Viện hàn lâm Khoa học Áo (Institute OREA) có trụ sở tại thủ đô Viên.

## Địa lý
Philae từng được nhắc tới trong tác phẩm của một số nhà văn thời cổ đại như Strabo, Diodorus Siculus, Ptolemy, Seneca  và Pliny the Elder. Khi xưa, "Philae" là tên gọi chung cho 2 hòn đảo ở vĩ độ 24°B, gần mặt ghềnh thứ nhất và thành phố Aswan (tiếng Ai Cập: Swenet  "giao thương"; tiếng Hy Lạp cổ: Συήνη). Groskurd từng đo được khoảng cách từ hai hòn đảo này tới thành phố Aswan là 100 km.
Mặc dù là hòn đảo nhỏ nhất trong số hai hòn đảo nhưng Philae là một địa điểm thú vị hơn với vô số tàn tích đẹp như tranh vẽ từng tồn tại trên đảo. Trước mỗi trận lụt, hòn đảo có chiều dài gần 380m và rộng 120m. Đảo được cấu tạo chủ yếu bằng đá syenit và có các vách quanh đảo cao và dốc đứng. Quanh bề mặt đảo người xưa còn dựng một bức tường cao và kiên cố.
Người dân Ai Cập cũng như Nubia (hay Ethiopia theo cách gọi trong tiếng Hy Lạp) thời cổ đại rất tôn kính hòn đảo này vì đây là một trong những nơi chôn cất thi hài của thần Osiris. Bất kỳ ai (ngoại trừ các quan tư tế) ăn ở trên hòn đảo này đều sẽ làm ô uế sự linh thiêng của nó và do đó hòn đảo này bị cô lập và được mệnh danh là "nơi không thể tiếp cận" ( tiếng Hy Lạp cổ: ἄβατος). Người ta còn nói rằng không một loài chim nào bay trên đảo và không một loài cá nào bơi tới ven đảo. Thực ra đây từng là một tục lệ có từ rất xa xưa. Vào thời vương triều Ptolemaios, những người hành hương tới đền tới đền thờ Osiris và những người trần tục thường lui tới và sống nhờ trên đảo Philae. Để đề phòng sự linh thiêng cũng như cảnh quan của đền thờ bị vấy bẩn, các vị quan tư tế đã dâng sớ lên pharaon Ptolemy VIII (170-117 TCN) nhằm cấm các hoạt động bình dân như thăm viếng hay sinh hoạt ở trên đảo.
Vào thế kỷ XIX, nhà thám hiểm William John Bankes đã mang khối đá obelisk của đảo Philae cùng với bài sớ cổ được khắc trên bề mặt của nó về Anh Quốc để nghiên cứu. Kết quả khi so sánh chữ tượng hình Ai Cập cổ đại trên khối đá obelisk đảo Philae với trên phiến đá Rosetta đã làm rõ được một số vấn đề liên quan tới các ký tự Ai Cập cổ đại.
Cụm đảo Philae không chỉ đơn thuần là nơi ở của các thầy tu mà còn là trung tâm giao thương giữa 2 thị trấn Meroë và Memphis. Vì bản chất các mặt ghềnh thường rất khó qua lại quanh năm nên các tàu thuyền trao đổi hàng hóa thường neo đậu tại đây hoặc là Syene (nay là Aswan).
Các mỏ đá granit gần đó cũng thu hút rất nhiều thợ mỏ và thợ xây tới và để thuận tiện cho việc vận chuyển cũng như  giao thông, các con đường bằng đá đã được hình thành từ lâu ở bờ đông sông Nin. Hiện nay ta vẫn có thể thấy một số đoạn đường lót đá còn sót lại.
Do Philae nằm tại vị trí gần Bắc chí tuyến nên thường xảy ra những hiệu ứng ít gặp về bóng râm. Khi ánh nắng mặt trời chiếu thẳng xuống mặt đất tại chí tuyến, bóng râm dưới các họa tiết trên tường và các mái hiên của đền thờ tạo thành những bức tường bóng râm che phủ tương phản với cảnh quan xung quanh do ánh sáng mặt trời gay gắt chiếu sáng.

### Các công trình trên đảo
Hiện nay trên khắp hai hòn đảo này vẫn còn tồn tại các di tích kiến trúc thuộc nhiều triều đại cổ xưa, từ thời kỳ Pharaon tới thời kỳ hoàng đế La Mã trị vì Ai Cập, trong đó hầu hết các công trình kiến trúc mang tầm quan trọng về tâm linh tập trung tại phía cực Nam của hòn đảo Philae.
Công trình tồn tại lâu đời nhất là đền thờ nữ thần Isis, được khởi công vào triều Pharaon Nectanebo I (380-362 TCN). Đền được xây dựng với thế quay lưng lại với dòng sông, 2 bên đền là hai dãy cột cao ráo theo nhiều thức cột. Pharaon Nectanebo I lấy vương hiệu Nekhtnebef và là vị vua mở ra vương triều thứ Ba mươi, vương triều cuối cùng do Pharaon Ai Cập trị vì, sau khi ông lật đổ và sát hại Pharaon Nepherites II mới nắm quyền được 4 tháng.
Phần lớn, các tàn tích khác có niên đại từ Vương quốc Ptolemaic, đặc biệt hơn là với các triều đại của Ptolemy II Philadelphus, Ptolemy V Epiphanes và Ptolemy VI Philometor (282-145 TCN), với nhiều dấu vết của công việc La Mã ở Philae dành riêng cho Ammon - Osiris .
Ở phía trước của propyla là hai con sư tử khổng lồ bằng đá granit, phía sau là một đôi tượng đài, mỗi cái 13 mét (43 ft) cao. Các propyla có hình dạng kim tự tháp và kích thước khổng lồ. Một cái đứng giữa dromos và pronaos, một cái khác giữa pronaos và portico, trong khi một cái nhỏ hơn dẫn vào sekos hoặc adyton . Ở mỗi góc của ngôi đền là một ngôi đền bằng đá nguyên khối, lồng của một con diều hâu linh thiêng. Trong số những ngôi đền này hiện đang ở Louvre, ngôi còn lại ở Bảo tàng ở Florence .